# Rye, East Sussex
Rye este un oraș în comitatul East Sussex, regiunea South East, Anglia. Orașul se află în districtul Rother. 